# Ulrika Wallenström
Kerstin Ulla Margareta (Ulrika) Wallenström, född Berglind 16 augusti 1944 i Hudiksvall, är en svensk översättare.
Wallenström blev filosofie kandidat vid Uppsala universitet 1969 och avlade folkhögskolelärarexamen vid Lärarhögskolan i Linköping 1980. Hon var amanuens vid litteraturvetenskapliga institutionen vid Uppsala universitet 1973–1976 och har varit verksam som översättare av tysk litteratur sedan 1970. Genom åren har hon fått samtliga tunga svenska översättarpriser.
Till hennes viktigaste insatser som översättare hör översättningen av Peter Weiss Motståndets estetik, som utkom 1976–1981, liksom hennes översättningar av W.G. Sebalds centrala verk (samlade i omnibusvolymen Dikt, prosa, essä, 2011) och nyöversättningar av Thomas Manns klassiker Buddenbrooks (2005), Bergtagen (2011) och Doktor Faustus (2015).

## Översättningar (i urval)
- Heinrich Böll: När kriget var slut och andra berättelser (Norstedts, 1973)
- Alfred Döblin: Berlin Alexanderplatz (Ekstrands, 1978)
- Robert Walser: Jakob von Gunten (Norstedts, 1980)
- Helga Schütz: Förhistorier (Arbetarkultur, 1983)
- Patrick Süskind: Parfymen: en mördares historia (Wahlström & Widstrand, 1986)
- Erich Auerbach: Mimesis: verklighetsframställningen i den västerländska litteraturen (Bonniers, 1998)
- Arthur Schnitzler: Drömberättelse (Bonniers, 1998)
- Durs Grünbein: Biologisk vals (Norstedts, 1999)
- Jenny Erpenbeck: Smäck (Bonniers, 2003)
- Wilhelm Jensen: Gradiva: ett pompejanskt fantasistycke (Gradiva) (Bonniers, 2013)

## Utmärkelser och priser
- Medaljen Litteris et Artibus i guld 2021 för framstående konstnärliga insatser som översättare av tysk prosa, lyrik och dramatik[2]
- 1978 – Sveriges Författarfonds premium till personer för belöning av litterär förtjänst
- 1982 – De Nios översättarpris
- 1986 – Svenska Akademiens översättarpris
- 1988 – Stiftelsen Natur & Kulturs översättarpris
- 1994 – Elsa Thulins översättarpris
- 1994 – Albert Bonniers 100-årsminne
- 1994 – Letterstedtska priset för översättningar för översättningen av Hans Jakob Christoffel von Grimmelshausens Courage
- 1999 – Stiftelsen Natur & Kulturs översättarpris
- 2010 – De Nios översättarpris
- 2011 – Gun och Olof Engqvists stipendium
- 2011 – De Nios översättarpris
- 2016 – Karin Boyes litterära pris
- 2017 – Gerard Bonniers pris[3]